# Чилликоте (Огайо)
Чиллико́те (англ. Chillicothe [ˌtʃɪlɨˈkɒθi]) — город в американском штате Огайо, административный центр округа Росс. Находится на юге штата Огайо у реки Сайото. Название города происходит от слова языка индейцев шони Chalahgawtha, что означало «главный посёлок». Город Чилликоте был первой и третьей столицей штата Огайо.

## История

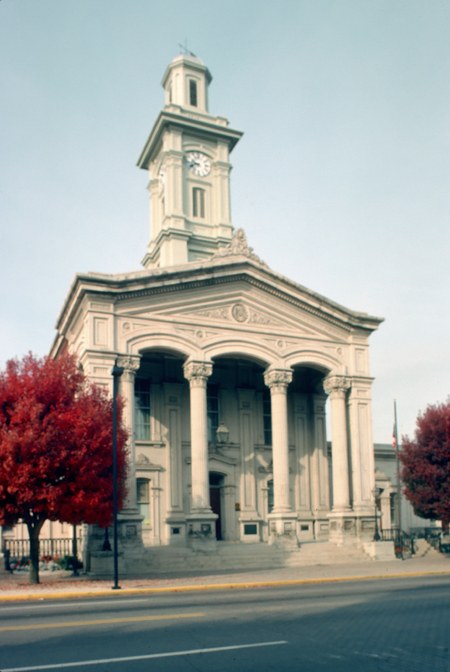
Здание суда округа Росс

В древности на месте Чилликоте был центр Хоупвеллской традиции — широкой сети социальных и культурных контактов индейских племён, существовавшей в период 200 г. до н. э. — 500 г. н. э. Хоупвеллские торговые пути достигали Скалистых гор, а в долинах рек Сайото и Огайо они соорудили множество курганов. Позднее, незадолго до прибытия в эти места европейцев, сюда переселились индейцы племени шони.
Большинство европейских поселений возникло здесь уже после Американской революции. Мигранты из Виргинии и Кентукки двигались на запад вдоль реки Огайо в поисках земли. Город Чилликоте стал первой столицей Огайо с момента возникновения штата в 1803 году и по 1810 год, когда на два года столицей стал Зейнсвилл в результате компромиссного соглашения. В 1812 году столицей вновь стал Чилликоте, однако уже в 1816 году она была перемещена в г. Колумбус как более доступное для жителей штата место.
Среди мигрантов в Чилликоте было множество свободных афроамериканцев, которые создали здесь активную общину. Чилликоте служил одним из перевалочных пунктов Подземной железной дороги — сети полулегальных и нелегальных контактов по переправке беглых рабов в северные штаты.

## География

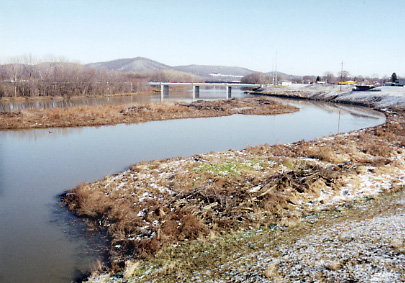
Река Сайото в Чилликоте в 2003

Город расположен в экорегионе Западного плато Аллегейни. Он находится между реками Сайото и Пейнт-Крик, недалеко от их слияния.
По данным Бюро переписи населения США, общая площадь города составляет 10,60 квадратных миль (27,45 кв. км), из которых 10,43 квадратных миль (27,01 кв.км) — это земля, а 0,17 квадратных миль (0,44 кв. км) — вода.
Город окружен фермерскими общинами, и жители Чилликоте называют этот район предгорьями Аппалачей.

## Население
Согласно переписи США 2000 года, население города составляло 21 796 человек. По оценкам переписи 2007 г. население выросло незначительно, до 22 187 человек. Город является крупнейшим в округе Росс.

## Экономика
Как единственный крупный город в округе, Чилликоте является центром экономической активности. Торговые центры, больницы, тюрьмы и студенческие городки являются одними из крупнейших работодателей. Одним из самых крупных работодателей в этом районе является бумажная фабрика Pixelle (ранее Glatfelter, которая раньше называлась Mead Paper), которая работает уже более 100 лет. Фабрика иногда может создавать вредные запахи, которые жители называют «запахом денег».
Несмотря на малое население города, в нём расположено сразу два исправительных учреждения — это тюрьма Чилликоте (1966) и тюрьма округа Росс (1987).

## Достопримечательности

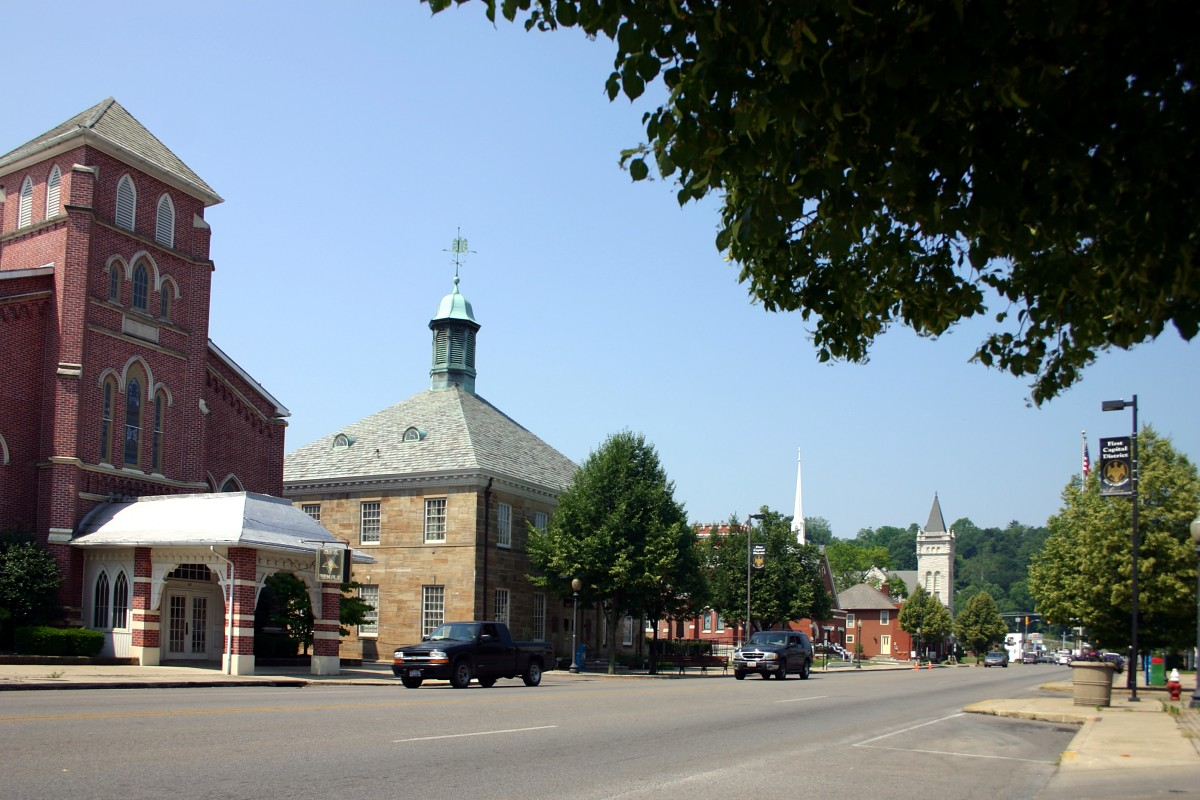
Квадратное здание слева — копия первого Капитолия штата Огайо, в настоящее время — офис газеты Chillicothe Gazette

Рядом с городом расположен Национальный исторический парк культуры Хоупвелл, в котором находится множество индейских курганов и музей индейской археологии. Парк Хоупвелл является номинантом на внесение в список памятников Всемирного наследия ЮНЕСКО.
Городской Парк Йоктанги является площадкой для проведения ежегодного Фестиваля устного рассказа юга Огайо. В парке находится также здание насосной станции, которое было построено в 1882 году, ныне располагается музей.
В этом небольшом городе расположено большое количество исторических зданий, внесённых в Национальный реестр исторических мест США. К таким зданиям относятся особняк Адена, на территории которого расположен крупный курган культуры Адена, историческое здание склада канала Огайо — Эри, дом Мэри Уортингтон Макомб, «дом на горе», Оук-Хилл, дом Джорджа Реника, дом Чарльза Сэйпа, Танглвуд, дом Джона Ванметера, дом Энтони и Сьюзен Уолк.

## Спорт
В городе базируется бейсбольный клуб Чилликоте Пейнтс, домашним стадионом которого является В. А. Мемориэл Стэдиум, расположенный на территории кампуса Госпиталя Управления по делам ветеранов (Veterans Administration Hospital). Также на площадке проводятся соревнования по софтболу и футболу, а также неспортивные мероприятия.

## Города-побратимы
Город Чилликоте поддерживает сотрудничество с рядом городов-побратимов:
- Кордова (Мексика)
- Тулуа (Колумбия)
- Азов (Россия)[14]